# Prats de Llusanés
Prats de Llusanés (en catalán y oficialmente Prats de Lluçanès) es un municipio de Cataluña, en la provincia de Barcelona, el cual se erige como la capital de la comarca del Llusanés.   

## Demografía
Prats de Llusanés cuenta con una población de 2688 habitantes (INE 2024).
| Gráfica de evolución demográfica de Prats de Llusanés entre 1842 y 2021 |
| |
| Población de derecho según los censos de población del INE. Población de hecho según los censos de población del INE.En estos censos se denominaba Prats de Llusanés: 1842, 1857, 1860, 1877, 1887, 1897, 1900, 1910, 1920, 1930, 1940, 1950, 1960, 1970 y 1981. |

## Historia
El lugar aparece documentado por primera vez en 905. [cita requerida]
Anna Escrigas Fabregas fue ”pubilla” en el año 2013 D.C

## Administración
| Periodo   | Nombre                     | Partido |
| --------- | -------------------------- | ------- |
| 1979-1983 | Ramon Vall Ciuró           | CiU     |
| 1983-1987 | Ramon Vall Ciuró           | CiU     |
| 1987-1991 | Ramon Vall Ciuró           | CiU     |
| 1991-1995 | Ramon Vall Ciuró           | CiU     |
| 1995-1999 | Ramon Vall Ciuró           | CiU     |
| 1999-2003 | Ramon Vall Ciuró           | CiU     |
| 2003-2007 | Ramon Besora i Torradeflot | ERC     |
| 2007-2011 | Lluís Vila i Vilalta       | CiU     |
| 2011-2015 | Lluís Vila i Vilalta       | CiU     |
| 2015-2019 | Isaac Peraire Soler        | ERC     |

## Monumentos y lugares de interés

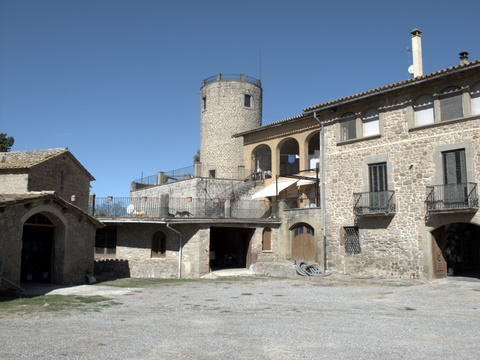
Castillo de Quer.

- Iglesia de San Vicente, de estilo barroco.
- Santuario de la Buena Suerte, del siglo XVI.
- Iglesia de San Andrés de Llanás, de estilo románico.
- Castillo de Quer, bien de interés cultural desde el 8 de noviembre de 1988.
- Santuario de la Virgen de Lourdes, de finales del siglo XIX.
- Museo municipal de historia del Llusanés.

## Curiosidades
El conocido villancico catalán "Fum, fum, fum" tiene su origen ancestral en la población de Prats desde donde, modernamente, fue difundido por toda Cataluña.[cita requerida]